# Gîte d'étape
Pour les articles homonymes, voir Gîte (hébergement).
Un gîte d'étape ou gîte de groupe est un type d'hébergement touristique destiné à un accueil de groupe, généralement situé le long d'itinéraires de randonnée.

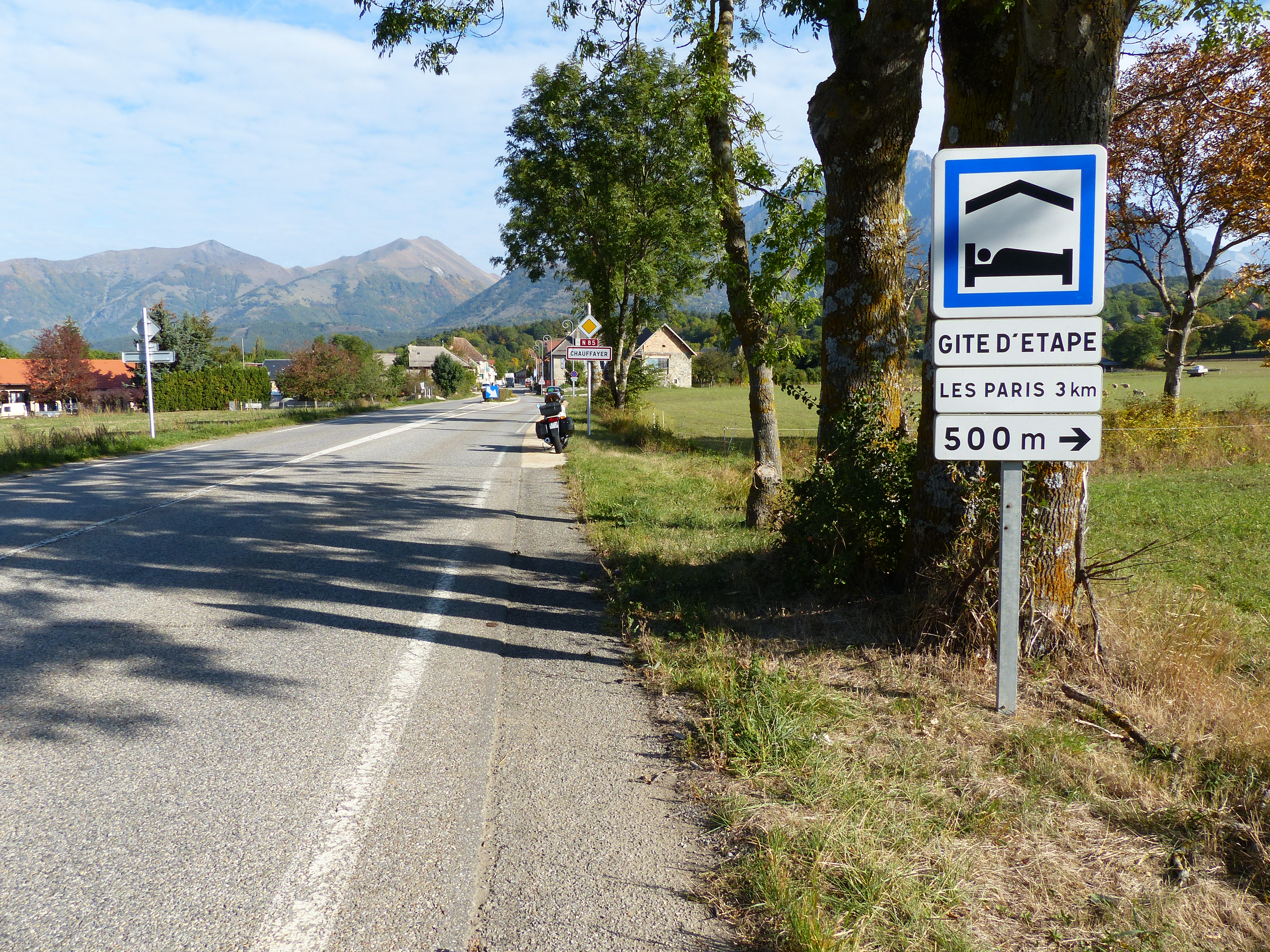
Signalisation d'un gîte d'étape à Chauffayer, dans les Hautes-Alpes.

## Définition
Le gîte d'étape est un gîte dit de groupe, permettant l'hébergement de grande capacité destinés à un accueil collectif. On distingue parmi eux les gîtes d'étapes permettant l'accueil de randonneurs — pèlerins, pédestres, équestres, cyclistes... — lors d'un circuit,. La différence entre les gîtes dit de groupe ou d'étape provient de la capacité d'accueil de l'établissement.
Le gîte d’étape est une halte sur un sentier de randonnée dans un village ou un hameau isolé, toujours dans un environnement préservé, riche d’un patrimoine naturel et culturel.
On peut distinguer également :
- le refuge de montagne est destiné à fournir abri et éventuellement nourriture aux alpinistes et randonneurs, en zone de montagne.
- l'auberge de pèlerins accueille en priorité, le long d'itinéraires spécifiques, les pèlerins et randonneurs.

## Histoire

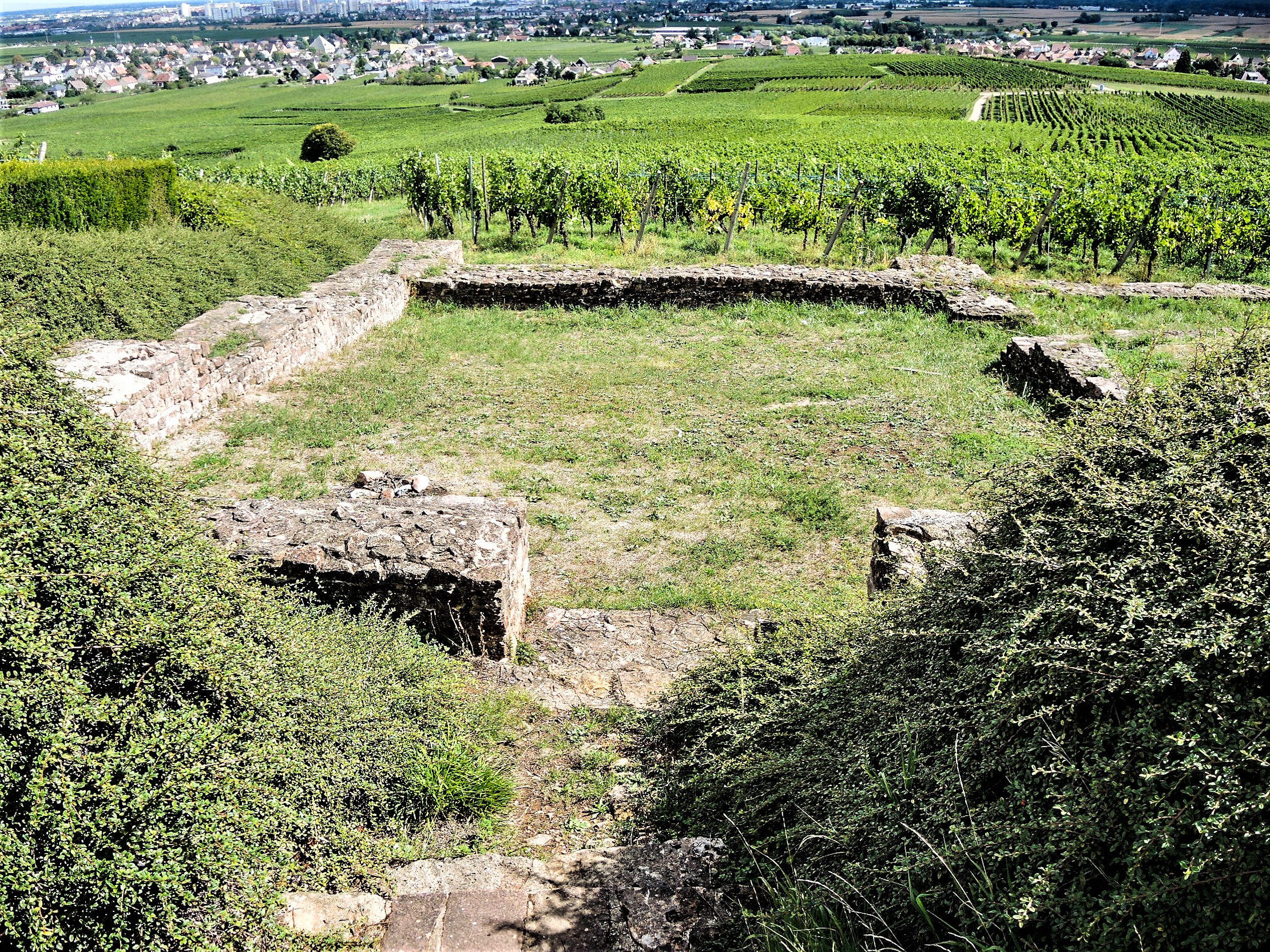
Ruines d'un gîte d'étape romain à Wintzenheim dans le Haut-Rhin.

L'économiste spécialisé dans l'hôtellerie Jean-Christophe Lefevre, auteur d'une Histoire de l'hôtellerie, fait débuter l'histoire des gîtes avec l'apparition du premier gite rural, dans le sud-est de la France, d'après une initiative du sénateur Émile Aubert, en 1951. Les gîtes se déclineront par la suite « selon le cadre ou la nature des services proposés, ferme-auberge, la ferme de séjour, le gîte communal, le gîte équestre, le gîte d'enfant, le gîte d'étape ou de groupe. »
Toutefois, il existe sur les chemins menant à des pèlerinages, durant la période médiévale, des gîtes d'étape indiqués dans des écrits ou selon leur réputation.

## En Europe

### En France

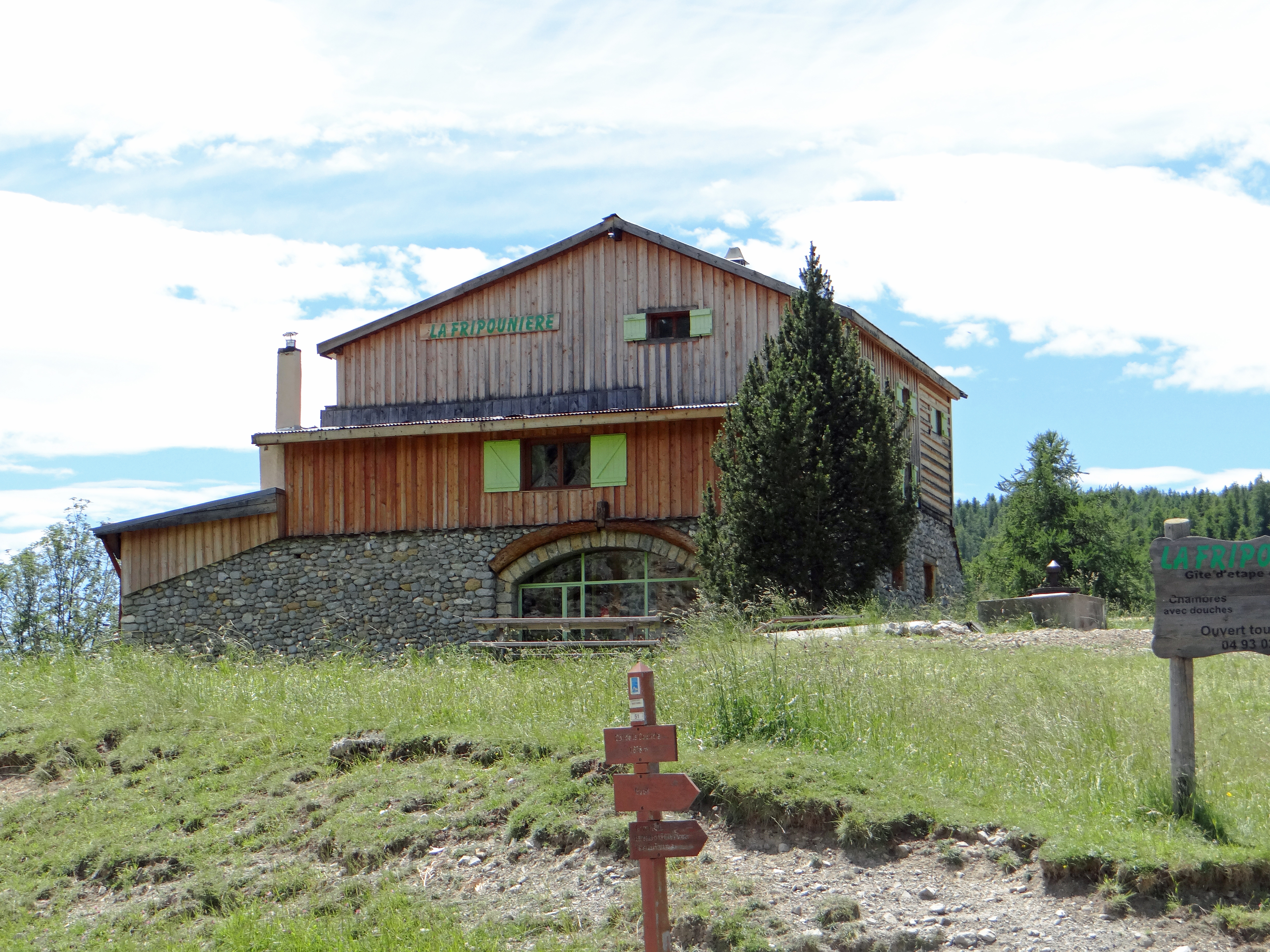
Gîte d'étape pour randonneurs au col de la Couillole dans les Alpes-Maritimes.

Pour la Direction générale de la concurrence, de la consommation et de la répression des fraudes (DGCCRF), les gîtes d'étapes ou de groupe sont assimilés à des gîtes ruraux spécialisés dans l'accueil de groupes, qui peuvent être des randonneurs avec leur matériel. Ces hébergements sont soumis à la réglementation de l'hôtellerie .
Le guide Gîtes d’étape et refuges, France et frontières dénombre environ 4 000 hébergements sur son site.
Depuis le 7 juin 2006, les gîtes d'étapes et de séjours du massif Pyrénéen se sont regroupés au sein de l'Association des gîtes d'étapes et de séjours des Pyrénées (AGESPYR). Cette association a pour vocation de fédérer les gîtes des Pyrénées en un réseau de professionnels de l'hébergement de pleine nature pour aider à l'organisation et au meilleur déroulement des séjours de la clientèle de ces activités[réf. souhaitée].